# Liste d'élections en 1978
Chronologie des élections
- 1974
- 1975
- 1976
- 1977
- 1978
- 1979
- 1980
- 1981
- 1982

Cette liste recense les élections organisées durant l'année 1978. Elle inclut les élections législatives et présidentielles nationales dans les États souverains, ainsi que les principaux référendums.

## Commentaires généraux
Cette année marque l'émergence de la démocratie en République dominicaine, où l'opposition de centre-gauche remporte les élections législatives et présidentielle du mois de mai face au gouvernement militaire de droite sortant. Malgré une tentative d'obstruction de la part de l'armée, le pays connaît ainsi sa première transition démocratique, et Antonio Guzmán devient président. En juin, l'élection d'une assemblée constituante au Pérou aboutit à l'adoption d'une constitution qui restaure la démocratie dans ce pays également. De même en Espagne, les citoyens approuvent par référendum en décembre une nouvelle constitution qui finalise le retour à la démocratie. Et le Sénégal connaît en février ses premières élections démocratiques après l'abrogation du régime à parti unique ; Léopold Sédar Senghor et son Parti socialiste conservent toutefois le pouvoir à l'issue de ce scrutin.
Parmi les autres États démocratiques, seuls trois connaissent une alternance au pourvoir par le biais d'élections en 1978. Au Costa Rica, l'opposition de droite remporte les élections législatives et présidentielle en février. Il en va de même au Venezuela en décembre. En Islande, les élections législatives en juin aboutissent à la formation d'un gouvernement de coalition centriste. 
La plupart des États d'Amérique latine, d'Afrique et du Moyen-Orient demeurent des dictatures dans les années 1970, et n'organisent que des élections de façade, où la victoire du gouvernement autoritaire en place est assurée d'avance. L'Amérique latine est ainsi caractérisée, avec quelques exceptions, par des dictatures militaires de droite particulièrement brutales, qui pratiquent l'assassinat de leurs opposants supposés, dans un climat de peur. C'est le cas au Chili, où le général Augusto Pinochet fait approuver sa dictature par référendum en janvier ; au Paraguay, où le général Alfredo Stroessner remporte largement les élections du mois de février sans opposition réelle ; au Guatemala, où le général Fernando Lucas remporte pour la junte les élections frauduleuse en mars ; au Salvador, où la junte déploie une fraude massive pour remporter en mars les élections législatives ; en Bolivie, où la fraude garantit la victoire du général Juan Pereda en juillet ; et au Brésil, où le bipartisme de façade n'empêche pas la victoire de la junte aux élections législatives de novembre.
En Afrique, le Soudan (février), le Cameroun (mai), le Malawi (juin), les Comores (octobre) et la Zambie (décembre) organisent tous des élections à parti unique, dont le résultat est connu d'avance. En Sierra Leone (juillet) et au Rwanda (décembre), le régime formalise par référendum la mise en place d'un régime à parti unique. Au Moyen-Orient, les élections en Syrie (février et août) et au Yémen du Sud (décembre) se déroulent elles aussi dans le cadre d'un régime à parti unique, sans opposition possible.  Ailleurs dans le monde, des élections non-démocratiques ont également lieu en Birmanie (dictature militaire et régime socialiste à parti unique) en janvier, aux Philippines (régime de droite nationaliste sous loi martiale dirigé par Ferdinand Marcos) en avril, en Corée du Sud (dictature de droite nationaliste où le président Park Chung-hee concentre tous les pouvoirs) en juin et en décembre, ainsi que dans les régimes communistes indépendants de Yougoslavie (titiste) en mai et d'Albanie (hoxhaïste) en novembre.

## Par mois

### Janvier
| Date              | Pays     | Élections      | Contexte | Résultats |
| ----------------- | -------- | -------------- | --- | --- |
| 4 janvier         | Chili    | Référendum     | Le Chili à cette date est une dictature militaire brutale, qui pratique la torture, l'assassinat et les disparitions forcées à l'encontre de ses opposants, dans un climat de terreur. Les mouvements de protestation sont réprimés dans le sang. Face aux critiques de la communauté internationale, le général Augusto Pinochet, qui a pris le pouvoir par un coup d'État en 1973, organise ce référendum pour appeler la population à soutenir sa politique. Voter est obligatoire. | La politique menée par le gouvernement est officiellement approuvée par 78,6 % des votants. |
| 8 janvier         | Chypre   | Présidentielle | L'élection est prévue initialement en février. Le 8 janvier toutefois, Vassos Lyssaridis (Mouvement pour la démocratie sociale : centre-gauche) annonce le retrait de sa candidature. Le président en exercice étant désormais le seul candidat, l'élection est annulée. | Spýros Kyprianoú (Parti démocrate : centre-droit), seul candidat, est déclaré réélu par défaut, sans scrutin. |
| 1er au 15 janvier | Birmanie | Législatives   | La Birmanie à cette date est une dictature militaire et un État à parti unique. | Le Parti du programme socialiste de la Birmanie (dont l'idéologie est la voie birmane vers le socialisme) conserve automatiquement tous les sièges. Maung Maung Kha demeure Premier ministre.                                                         |
| 15 et 16 janvier  | Finlande | Présidentielle | Les citoyens élisent un collège électoral qui élit le président de la République. | Les partis qui soutiennent le président sortant totalisent ensemble 82,3 % des suffrages populaires. Urho Kekkonen (Parti du centre : social-libéral et agrarien) est réélu avec 86,3 % des voix du collège électoral, face à trois autres candidats. |

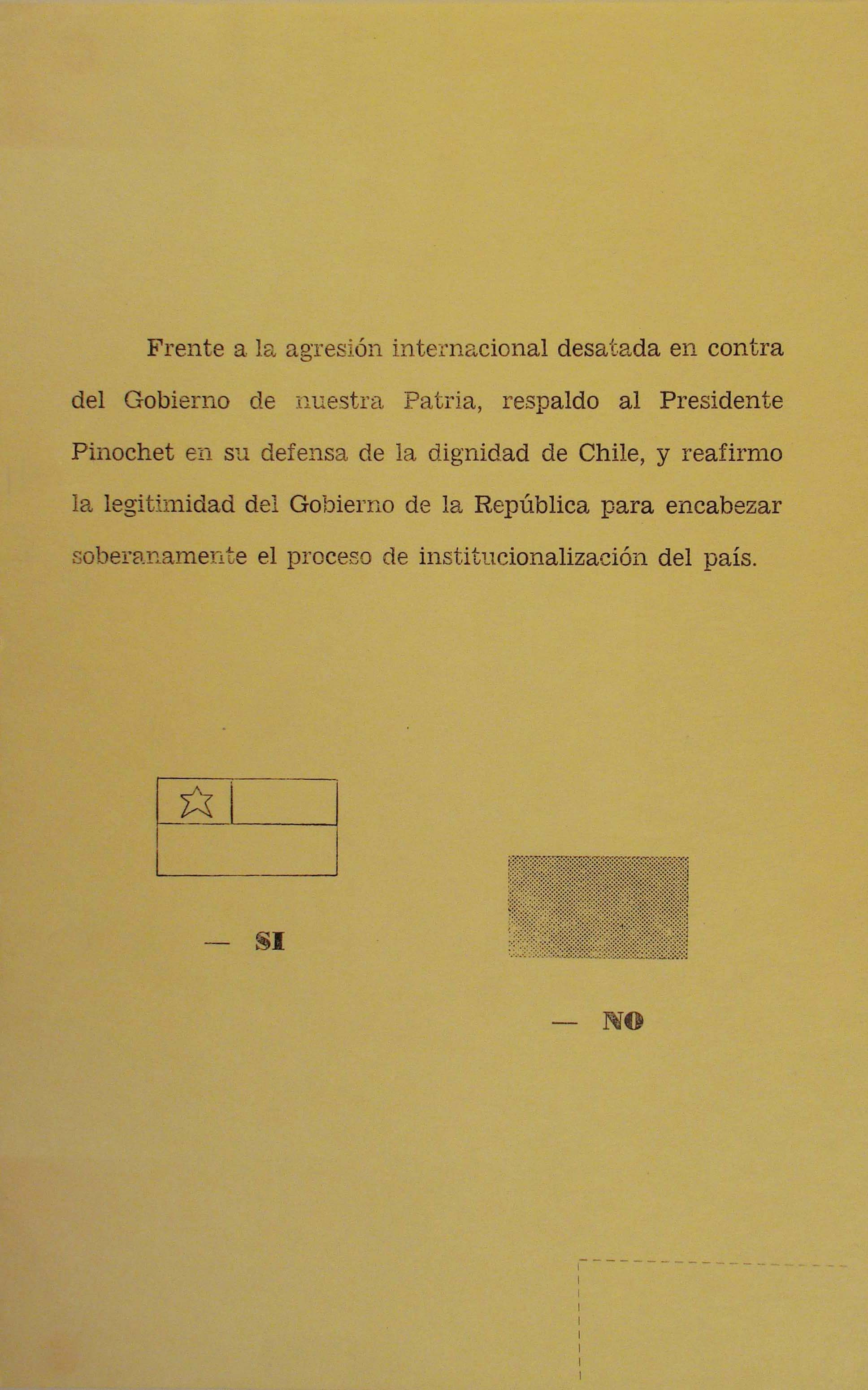
Bulletin de vote pour le référendum de janvier 1978 au Chili. Les votants sont appelés à approuver la phrase « Face à l'agression internationale lancée contre le gouvernement de notre patrie, j'appuie le général Pinochet dans sa défense de la dignité du Chili, et je réaffirme la légitimité du gouvernement de la République à diriger souverainement le processus d'institutionnalisation du pays ». La case « oui » représente le drapeau national ; la case « non », positionnée en retrait, est un bloc noir.

### Février
| Date            | Pays          | Élections                      | Contexte | Résultats |
| --------------- | ------------- | ------------------------------ | --- | --- |
| 1er février     | Kiribati      | Législatives                   | Ces élections préparent cette colonie britannique à l'indépendance. | Tous les députés sont élus sans étiquette. Plutôt que d'être choisi par l'assemblée, le ministre-en-chef est élu au suffrage universel direct en mars. |
| 3 février       | Liechtenstein | Législatives                   | Seuls les hommes à cette date ont le droit de vote. Seuls les deux partis de la coalition au pouvoir présentent des candidats à ce scrutin, bien que rien n'interdise la participation de partis d'opposition. | Semi-alternance. L'Union patriotique (centre-droit) remporte de justesse la majorité absolue des sièges. Hans Brunhart (UP) devient Premier ministre, mais maintient le gouvernement de coalition avec le Parti progressiste des citoyens (droite), jusque-là majoritaire. |
| 5 février       | Costa Rica    | Législatives et présidentielle | | Parlement sans majorité. La Coalition de l'unité (droite et centre-droit) devance de peu le parti Libération nationale (centre-droit) et obtient la majorité relative des sièges. Alternance à la présidence de la République : Rodrigo Carazo (Coalition de l'unité) est élu avec 50,5 % des voix face à sept autres candidats dont Luis Monge (PLN ; 43,8 %), candidat du gouvernement sortant. |
| 8 février       | Syrie         | Présidentielle                 | La Syrie à cette date est un régime de facto à parti unique, bien que quelques autres partis idéologiquement compatibles soient tolérés. L'élection est un plébiscite, les citoyens étant appelés à voter pour ou contre le président en exercice, seul candidat. | Hafez el-Assad (parti Baas : baasisme, panarabisme, socialisme arabe) est réélu avec officiellement 99,9 % de suffrages favorables. Des élections législatives ont lieu en août. |
| 2 au 11 février | Soudan        | Législatives                   | Le Soudan à cette date est un État à parti unique. | L'Union socialiste (socialisme arabe, conservatrice, autoritaire) remporte automatiquement tous les sièges. Le président de la République Gaafar Nimeiry demeure son propre Premier ministre. |
| 12 février      | Paraguay      | Législatives et présidentielle | Le pays à cette date est une dictature militaire marquée par un culte de la personnalité, de facto à parti unique malgré un semblant de multipartisme. Le parti est omniprésent. Les opposants politiques sont régulièrement arrêtés, torturés et assassinés. Il n'existe pas de pouvoir judiciaire indépendant. Les règles électorales prévoient que le parti arrivé en tête aux élections législatives remporte automatiquement les deux tiers des sièges, le tiers restant étant réparti entre les autres partis proportionnellement aux suffrages reçus. | Le Parti colorado (droite autoritaire) conserve sa majorité des deux tiers dans les deux chambres, avec officiellement quelque 89 % des suffrages. Le général Alfredo Stroessner (Parti colorado) est réélu président avec 90,8 % des voix, devant deux autres candidats. |
| 15 février      | Monaco        | Législatives                   | | L'Union nationale et démocratique, qui disposait de la quasi-totalité des sièges, remporte cette fois tous les sièges, face aux candidats de deux autres partis. André Saint-Mleux (sans étiquette) demeure ministre d’État (chef du gouvernement). |
| 26 février      | Colombie      | Législatives                   | | Le Parti libéral (centre-gauche) conserve la majorité absolue des sièges dans les deux chambres. Une élection présidentielle a lieu en juin. |
| 26 février      | Sénégal       | Législatives et présidentielle | Une réforme constitutionnelle en 1976 a mis fin au régime du parti unique et établi le multipartisme. | Le Parti socialiste (centre-gauche) conserve une très large majorité des sièges à l'Assemblée nationale. Léopold Sédar Senghor (Parti socialiste) est réélu président de la République avec 82,2 % des voix face à un unique adversaire : Abdoulaye Wade (Parti démocratique : libéral). |

### Mars
| Date          | Pays      | Élections                      | Contexte | Résultats |
| ------------- | --------- | ------------------------------ | --- | --- |
| 5 mars        | Guatemala | Législatives et présidentielle | Le Guatemala à cette date est une dictature militaire qui réprime brutalement toute opposition réelle. Les élections sont entachées de fraudes. | Congrès sans majorité. Le Mouvement de libération nationale (droite, parti de la junte, lié aux escadrons de la mort) y conserve la majorité relative des sièges. Alternance de façade à la présidence de la République : le général Fernando Lucas (Parti démocrate institutionnel : droite néolibérale et conservatrice, dominée par les militaires), candidat promu par la junte, remporte 40,3 % des suffrages populaires face à deux autres candidats, dont l'ancien président Enrique Peralta (MLN ; 33,9 %). Aucun candidat n'ayant atteint la majorité absolue des suffrages, c'est le Congrès qui confirme l'élection de Fernando Lucas à la présidence de la République. La répression s'accentue sous le nouveau gouvernement, qui fait assassiner des milliers d'opposants supposés. |
| 12 mars       | Salvador  | Législatives                   | Le pays à cette date est une dictature militaire. Les partis d'opposition sont autorisés en principe à prendre part aux élections législatives, mais celles-ci font l'objet de fraudes massives et sont conséquemment boycottées par presque tous les partis d'opposition. | Le Parti de la conciliation nationale (droite, parti de la junte) conserve une majorité écrasante des sièges. |
| 17 mars       | Kiribati  | Élection du ministre-en-chef   | Cette élection prépare cette colonie britannique à l'indépendance. Le chef du gouvernement est élu au suffrage universel direct. Il n'existe pas encore de partis politiques.                                                                                              | Ieremia Tabai est élu avec 55,6 % des voix face à trois autres candidats. Il mène le pays à l'indépendance en juillet 1979. |
| 12 et 19 mars | France    | Législatives                   | | Malgré ses profondes dissensions internes, la majorité présidentielle, composée de l'Union pour la démocratie française (centre-droit libéral) du président Valéry Giscard d'Estaing et du Rassemblement pour la République (droite gaulliste), conserve la majorité absolue des sièges, face à une opposition de gauche également divisée. Raymond Barre (UDF) demeure Premier ministre. |
| 30 mars       | Îles Cook | Législatives                   | Les îles Cook sont un État de facto indépendant, en libre association avec la Nouvelle-Zélande. | Le Parti des îles Cook (centre-gauche) conserve la majorité absolue des sièges, et Albert Henry demeure initialement Premier ministre. Il est toutefois reconnu coupable d'avoir utilisé de l'argent public pour faire venir voter des citoyens expatriés, et l'élection de plus de la moitié des députés de son parti est invalidée, leurs sièges état attribués aux candidats du Parti démocrate (libéral). Tom Davis (démocrate) devient alors Premier ministre. |
| 30 mars       | Ghana     | Référendum                     | La dictature militaire au pouvoir depuis 1972, inefficace et corrompue, fait face à d'importants mouvements de contestation. Elle propose par ce référendum la mise en place d'un gouvernement d'union nationale.                                                          | La proposition est approuvée par 60,1 % des votants. Y voyant toutefois une manœuvre pour maintenir la dictature, les opposants maintiennent leurs manifestations. En juillet, un putsch interne au régime voit le lieutenant-général Fred Akuffo prendre le pouvoir et initier des réformes en vue d'un retour à la démocratie. |

### Avril
| Date     | Pays        | Élections    | Contexte | Résultats |
| -------- | ----------- | ------------ | --- | --- |
| 7 avril  | Philippines | Législatives | Le pays à cette date est gouverné par un régime autoritaire sous loi martiale. L'opposition est autorisée à prendre part à l'élection mais son principal dirigeant, Benigno Aquino, Jr., est en prison. | Le Mouvement pour une nouvelle société (droite à extrême-droite), parti du président Ferdinand Marcos, remporte une très large majorité des sièges. Le président Marcos demeure son propre Premier ministre. Le parti Pouvoir du peuple, de Benigno Aquino, n'obtient aucun siège, mais d'autres partis d'opposition obtiennent quelques sièges.                      |
| 14 avril | Tonga       | Législatives | Les citoyens n'élisent que sept des vingt-trois membres de l'Assemblée législative, les autres étant élus par la noblesse ou bien nommés par le roi. Il n'existe pas de partis politiques.              | Tous les députés sont élus sans étiquette. Le prince Fatafehi Tuʻipelehake, frère du roi, demeure Premier ministre. |
| 30 avril | Haute-Volta | Législatives | | Parlement sans majorité. L'Union démocratique (gauche) perd sa majorité absolue des sièges mais conserve la majorité relative. Sept députés élus sous d'autres étiquettes rejoignent toutefois le parti après l'élection, lui conférant la majorité absolue. Joseph Conombo (Union démocratique) devient Premier ministre. Une élection présidentielle a lieu en mai. |

### Mai
| Date              | Pays                   | Élections                      | Contexte | Résultats |
| ----------------- | ---------------------- | ------------------------------ | --- | --- |
| 10 mars au 10 mai | Yougoslavie            | Législatives                   | Les élections se déroulent au scrutin indirect. Les citoyens élisent des organisations socio-professionnelles, qui élisent les assemblées communales, qui élisent la Chambre fédérale. Tous les candidats doivent être approuvés par l'Alliance socialiste des travailleurs, qui regroupe la Ligue des communistes (le parti unique) et les organisations de masse qui lui sont liées. | Mécaniquement, seuls les candidats approuvés par l'Alliance sont élus. Veselin Đuranović (Ligue des communistes) demeure président du Conseil exécutif fédéral (chef du gouvernement). |
| 16 mai            | République dominicaine | Législatives et présidentielle | Le pays était jusque lors une dictature militaire. Sous pression du président américain Jimmy Carter, le gouvernement permet aux partis d'opposition de prendre part au scrutin et de faire campagne librement. | Alternance. Le Parti révolutionnaire (centre-gauche), principal parti d'opposition, remporte la majorité absolue des sièges dans les deux chambres. L'armée tente d'interrompre le scrutin à la lumière des premières tendances, puis accepte la poursuite du vote en raison de protestations, ainsi que de pressions internationales. Antonio Guzmán (Parti révolutionnaire) est élu président de la République avec 52,4 % des voix face à sept autres candidats, dont notamment le président sortant Joaquín Balaguer (Parti réformiste social chrétien : droite populiste et autoritaire liée à l'armée ; 43,0 %). Il s'ensuit la première transition démocratique de l'histoire du pays. |
| 28 mai            | Cameroun               | Législatives                   | Le Cameroun à cette date est un État à parti unique. Le parti présente autant de candidats qu'il y a de sièges à pourvoir. Les citoyens n'ayant pas la possibilité de voter contre ces candidats, l'élection n'est qu'une formalité. | L'Union nationale camerounaise conserve automatiquement tous les sièges, malgré quelques centaines de votes blancs ou nuls. Paul Biya demeure Premier ministre. |
| 14 et 28 mai      | Haute-Volta            | Présidentielle                 | Première élection présidentielle multipartite de l'histoire du pays. | Sangoulé Lamizana (sans étiquette) est réélu au 2d tour avec 56,3 % des voix face à Macaire Ouédraogo (Union nationale pour la démocratie et le développement). Il est renversé par un coup d'État en novembre 1980. |
| 28 mai            | Saint-Marin            | Législatives                   | | Parlement sans majorité. Le Parti démocrate-chrétien (centriste) demeure le principal parti à l'assemblée, avec un peu moins de la moitié des sièges, mais la gauche dans son ensemble est majoritaire, quatre partis de gauche se partageant la majorité absolue des sièges. Le Parti communiste demeure le principal parti de la gauche, et le deuxième plus grand parti au Conseil. |

### Juin
| Date          | Pays     | Élections      | Contexte | Résultats |
| ------------- | -------- | -------------- | --- | --- |
| 4 juin        | Colombie | Présidentielle | La constitution à cette date n'autorise pas un président sortant à se représenter. Alfonso López (Parti libéral) n'est donc pas candidat. | Julio Turbay (Parti libéral : centre-gauche) est élu avec 49,5 % des voix face à huit autres candidats dont notamment Belisario Betancur (Parti conservateur : droite). |
| 18 juin       | Pérou    | Législatives   | Élection d'une assemblée constituante, à la suite d'un coup d'État militaire visant à restaurer la démocratie. | Assemblée sans majorité. L'Alliance populaire révolutionnaire américaine (centre-gauche) obtient la majorité relative avec un peu plus d'un tiers des sièges. L'assemblée adopte une constitution qui restaure la démocratie. Des élections générales ont lieu en 1980. |
| 18 au 22 juin | Ciskei   | Législatives   | Le Ciskei est un bantoustan, un territoire noir autonome créé par le régime de l'apartheid en Afrique du Sud. Seuls 36 % des députés sont élus, les autres sièges revenant à des chefs autochtones. Le gouvernement exerce une campagne d'intimidation à l'encontre de toute opposition, et les électeurs sont contraints de montrer leur bulletin aux autorités avant de le déposer dans l'urne. | Le Parti national de l'indépendance remporte tous les sièges. Lennox Sebe demeure ministre-en-chef. |
| 25 juin       | Islande  | Législatives   | | Parlement sans majorité. Alternance. Le Parti de l'indépendance (droite libéral-conservatrice), au pouvoir, conserve sa majorité relative des sièges dans les deux chambres, mais se trouve écarté du pouvoir. Ólafur Jóhannesson (Parti du progrès : centre-droit, libéral, agrarien) devient Premier ministre, formant un gouvernement de coalition avec l'Alliance populaire (gauche) et le Parti social-démocrate (centre-gauche). |
| 29 juin       | Malawi   | Législatives   | Le Malawi à cette date est un État à parti unique. Dans les circonscriptions où le parti ne présente qu'un candidat, celui-ci est déclaré automatiquement élu. Dans un peu plus de la moitié des circonscriptions, toutefois, il y a plusieurs candidats (du même parti), et les citoyens sont appelés à les départager.                                                                          | Le Parti du congrès malawite (conservateur) conserve automatiquement tous les sièges, bien que de nombreux députés sortants (dont deux ministres) perdent leur siège, étant battus dans leur circonscription. |

### Juillet
| Date            | Pays                                          | Élections      | Contexte | Résultats |
| --------------- | --------------------------------------------- | -------------- | --- | --- |
| 5 et 6 juillet  | Venda                                         | Législatives   | Le Venda est un bantoustan, un territoire noir autonome créé par le régime de l'apartheid en Afrique du Sud. Moins d'un tiers des sièges sont pourvus par élection, les autres revenant à des chefs nommés. | Le Parti populaire pour l'indépendance conserve la majorité absolue des sièges élus. Patrick Mphephu demeure ministre-en-chef. Le pays obtient formellement son indépendance l'année suivante, mais celle-ci n'est pas reconnue par la communauté internationale, étant une mise en pratique de la politique d'apartheid qui vise à exclure les noirs du territoire sud-africain. |
| 6 juillet       | Corée du Sud                                  | Présidentielle | La Corée du Sud à cette date est une dictature. La constitution Yusin confère tous les pouvoirs au président de la République. Il est élu au suffrage indirect, par un collège électoral élu par les citoyens. | Seul candidat, Park Chung-hee (Parti républicain démocratique : extrême-droite national-conservatrice) est réélu avec 100 % des suffrages du collège électoral. Des élections législatives ont lieu en décembre. |
| 9 juillet       | Bolivie                                       | Générales      | Première élection depuis 1966, après une succession de coups d'État. | Juan Pereda Asbún (Union nationaliste du peuple : droite, parti lié à l'armée) est élu avec officiellement 50,9 % des voix face à huit autres candidats. Le niveau de fraude, toutefois, est tel que le nombre de suffrages exprimés est supérieur au nombre d'électeurs inscrits : le taux de participation est de 102,6 %. En conséquence, la Cour électorale invalide le résultat. Un coup d'État militaire porte alors Juan Pereda au pouvoir, puis il est renversé par un nouveau coup d'État en novembre. Le général David Padilla organise des élections démocratiques en 1979. |
| 10 juillet      | Guyana                                        | Référendum     | Les citoyens sont appelés à se prononcer pour ou contre un amendement constitutionnel qui abrogerait l'obligation pour le gouvernement de soumettre au peuple par voie référendaire toute modification des institutions politiques. Si les citoyens approuvent cet amendement, le Parlement en place deviendra une assemblée constituante et préparera puis adoptera une nouvelle constitution. Le scrutin est entaché de fraudes à grande échelle. | La proposition est approuvée officiellement par 97,1 % des votants, chiffre falsifié. |
| 12 juillet      | Sierra Leone                                  | Référendum     | Les citoyens sont appelés à approuver une nouvelle constitution faisant du pays un État à parti unique, interdisant désormais les partis d'opposition. Le scrutin se double d'un plébiscite présidentiel. | La nouvelle constitution est approuvée officiellement par 97,2 % des votants. Le président Siaka Stevens (Congrès de tout le peuple : gauche) entame un nouveau mandat de sept ans. |
| 12 juillet      | Territoire sous tutelle des îles du Pacifique | Référendum     | Les citoyens sont appelés à approuver une constitution pour ce territoire sous souveraineté américaine. | La constitution est approuvée par plus de 60 % des votants dans les archipels de Chuuk, Kosrae, Pohnpei et Yap, qui s'unissent pour former les États fédérés de Micronésie. Les votants aux îles Marshall et aux Palaos rejettent toutefois la proposition de fédération, respectivement à 61,5 et à 55,1 %, confirmant ainsi leur souhait d'une autonomie séparée. |
| 16 juillet      | Équateur                                      | Présidentielle | 1er tour. Le second tour de cette élection, qui marque la fin de la dictature militaire et le retour à la démocratie, n'a lieu qu'en avril 1979, en même temps que des élections législatives. | - |
| 8 au 22 juillet | Malaisie                                      | Législatives   | | Le Front national (droite conservatrice, libérale en économie, autoritaire) conserve une très large majorité des sièges. |
| 28 juillet      | Maldives                                      | Présidentielle | Impopulaire, le président Ibrahim Nasir a fui le pays, emportant des millions de dollars d'argent public. Le Parlement a choisi un unique candidat pour lui succéder ; l'élection est un plébiscite, les citoyens étant appelés à voter pour ou contre ce candidat. | Maumoon Abdul Gayoom (sans étiquette) est élu avec 93,0 % de suffrages favorables. Ce résultat marque le début de ses trente ans de présidence autoritaire. |

### Août
| Date          | Pays    | Élections    | Contexte | Résultats |
| ------------- | ------- | ------------ | --- | --- |
| 1er et 2 août | Syrie   | Législatives | La Syrie à cette date est un régime de facto à parti unique, bien que quelques autres partis idéologiquement compatibles soient tolérés. Le Front national progressiste regroupe l'ensemble des partis autorisés, qui doivent accepter la direction de l'État par le parti Baas. | Le parti Baas (baasisme, panarabisme, socialisme arabe) conserve sa large majorité des sièges, la plupart des autres revenant à des élus sans étiquette. Le Parti communiste et trois autres partis socialistes autorisés obtiennent quelques sièges. Abdul Rahman Khleifawi demeure Premier ministre. |
| 6 août        | Panama  | Législatives | Le Panama à cette date est une dictature militaire progressiste, ces élections devant entamer une transition vers la démocratie. | Parlement sans majorité. Le Parti révolutionnaire démocratique (centre-gauche) du dictateur (« chef suprême ») Omar Torrijos forme un gouvernement de coalition avec le Parti populaire (communiste) et le Front populaire large (centre-gauche).                                                      |
| 25 et 26 août | Vatican | Conclave     | Élection du pape, chef de l'État de la cité du Vatican, par les cardinaux de l'Église catholique romaine. Ce conclave fait suite à la mort du pape Paul VI. | Le cardinal Albino Luciani est élu pape, et prend le nom pontifical de Jean-Paul Ier. Il décède trente-trois jours plus tard, entraînant la convocation d'un nouveau conclave. |

### Septembre
| Date         | Pays     | Élections  | Contexte | Résultats                                            |
| ------------ | -------- | ---------- | --- | ---------------------------------------------------- |
| 19 septembre | Danemark | Référendum | Les citoyens sont invités à s'exprimer pour ou contre l'octroi du droit de vote dès l'âge de 18 ans, au lieu de 20 ans. | La proposition est approuvée par 53,8 % des votants. |

### Octobre
| Date        | Pays      | Élections      | Contexte | Résultats |
| ----------- | --------- | -------------- | --- | --- |
| 1er octobre | Comores   | Référendum     | À la suite du coup d'État du 13 mai, la population est appelée à approuver une nouvelle constitution pour un nouveau régime autoritaire, rétablissant l'islam comme religion d'État.                                                                                  | La constitution est approuvée officiellement par 99,3 % des votants. Une élection présidentielle a lieu trois semaines plus tard.                 |
| 22 octobre  | Comores   | Présidentielle | Après le renversement du bref régime socialiste par un coup d'État, les Comores sont à cette date une république islamique autoritaire. L'élection est un plébiscite, les citoyens étant appelés à voter pour ou contre le candidat unique, le président en exercice. | Ahmed Abdallah (Union démocratique) est élu avec officiellement 99,95 % de suffrages favorables. Des élections législatives ont lieu en décembre. |
| 27 octobre  | Swaziland | Législatives   | Le Swaziland est une monarchie absolue. Aucun parti politique n'est autorisé, et les pouvoirs du parlement sont très restreints. Le roi nomme un cinquième de ses membres, les autres étant élus au suffrage indirect par un collège électoral élu par les citoyens.  | Les députés siègent sans étiquette, mais les élus sont principalement des conservateurs. Maphevu Dlamini demeure Premier ministre.                |

### Novembre
| Date        | Pays             | Élections    | Contexte | Résultats |
| ----------- | ---------------- | ------------ | --- | --- |
| 5 novembre  | Autriche         | Référendum   | Les citoyens sont invités à se prononcer pour ou contre un démarrage de la nouvelle centrale nucléaire de Zwentendorf, et par extension pour ou contre une utilisation civile de l'énergie nucléaire. | La proposition est désapprouvée par 50,5 % des votants. La centrale n'est donc jamais mise en marche. |
| 7 novembre  | États-Unis       | Législatives | | Le Parti démocrate (centre-gauche) conserve une large majorité des sièges dans les deux chambres. |
| 12 novembre | Albanie          | Législatives | Seul le Front démocratique, qui rassemble le Parti du travail (hoxaïste, stalinien, anti-révisionniste) et les organisations de masse qui lui sont liées, est autorisé à présenter des candidats.     | Les candidats du Front conservent mécaniquement tous les sièges. Les autorités annoncent un taux de participation de 100 %, et 100 % de suffrages exprimés pour les candidats du Front (avec simplement trois bulletins blancs ou nuls). Mehmet Shehu, à la tête du gouvernement depuis 1954, demeure Premier ministre. Exprimant toutefois son désaccord avec la politique étrangère voulue par Enver Hoxha, Premier secrétaire du Parti et chef de l'État, il est assassiné par la Sigurimi (la police secrète) en 1981. |
| 15 novembre | Brésil           | Législatives | Le Brésil à cette date est un régime militaire autoritaire. Seuls deux partis politiques sont autorisés : le parti du gouvernement, et un seul parti d'opposition.                                    | L'Alliance rénovatrice nationale (droite à extrême-droite néoconservatrice, parti des forces armées) conserve la majorité absolue des sièges dans les deux chambres, face au Mouvement démocratique (centre-droit social-libéral et conservateur : opposition). La popularité croissante du Mouvement démocratique amène toutefois le gouvernement à autoriser le multipartisme peu après, afin de diviser l'opposition.                                                                                                   |
| 25 novembre | Nouvelle-Zélande | Législatives | | Le Parti national (centre-droit) conserve la majorité absolue des sièges, bien qu'ayant obtenu moins de voix que l'opposition travailliste. Robert Muldoon (Parti national) demeure Premier ministre. |

### Décembre
| Date              | Pays               | Élections                      | Contexte | Résultats |
| ----------------- | ------------------ | ------------------------------ | --- | --- |
| 3 décembre        | Venezuela          | Législatives et présidentielle | | Congrès sans majorité. Le parti Action démocratique (centriste) perd sa majorité absolue des sièges dans les deux chambres, conservant une majorité relative à la Chambre des députés. Au Sénat il obtient vingt-et-un sièges sur quarante-quatre, soit autant que le Copei (centre-droit, catholicisme social). Alternance à la présidence de la République : Luis Herrera Campins (Copei) est élu avec 46,6 % des voix face à neuf autres candidats, dont Luis Piñerúa Ordaz (Action démocratique ; 43,3 %). |
| 6 décembre        | Espagne            | Référendum                     | La constitution démocratique adoptée par le Parlement est soumise à l'approbation des citoyens. | La constitution est approuvée par 91,8 % des votants. |
| 4 au 8 décembre   | Sud-Ouest africain | Législatives                   | La Namibie à cette date est un territoire sous souveraineté sud-africaine. Ce sont les premières élections au suffrage universel, les scrutins précédents ayant été réservés aux blancs. | L'Alliance démocratique de la Turnhalle (centre-droit, multi-ethnique, rassemblant blancs et noirs) remporte une très large majorité des sièges. Dirk Mudge (ADT) devient président du Conseil des ministres. Son gouvernement abroge la quasi-totalité des lois de l'apartheid héritées de l'Afrique du Sud. Son gouvernement n'est toutefois pas considéré légitime par l'Organisation des Nations unies, qui considère le groupe rebelle armé SWAPO comme « seul représentant légitime du peuple namibien ». En 1983, à la suite d'un désaccord avec le gouvernement sud-africain, le gouvernement de Dirk Mudge démissionne, et une administration coloniale sud-africaine directe est rétablie sur le territoire. |
| 12 décembre       | Corée du Sud       | Législatives                   | La Corée du Sud à cette date est une dictature. La constitution Yusin confère tous les pouvoirs au président de la République, Park Chung-hee, qui nomme directement un tiers des députés. | Le Parti républicain démocratique (extrême-droite national-conservatrice) obtient moins de voix que le Nouveau parti démocrate (opposition, centre-droit libéral), mais davantage de sièges, conservant la majorité relative des sièges élus par les citoyens. Et avec le renfort des députés nommés par le président, le PRD conserve sa très large majorité à l'Assemblée. Choi Kyu-hah (PRD) demeure Premier ministre. Le président Park est assassiné en octobre 1979 par son chef de la sécurité. Choi lui succède brièvement à la présidence de la République, avant d'être renversé par un coup d'État militaire en décembre.                                                                                   |
| 12 décembre       | Zambie             | Législatives et présidentielle | La Zambie à cette date est un État à parti unique. Dans six circonscriptions, il n'y a qu'un seul candidat, déclaré automatiquement élu. Dans toutes les autres, il y a deux ou trois candidats, du même parti : les citoyens sont appelés à les départager. L'élection présidentielle est un plébiscite : les citoyens sont invités à voter pour ou contre le président en exercice, seul candidat. | Le Parti unifié pour l'indépendance nationale (UNIP : gauche) conserve automatiquement tous les sièges. Kenneth Kaunda (UNIP) est réélu président de la République avec 80,7 % de suffrages favorables. |
| 8 et 15 décembre  | Comores            | Législatives                   | Les Comores sont à cette date une république islamique autoritaire. Les partis politiques en tant que tels ne sont pas autorisés à présenter de candidats. Le scrutin se déroule en deux tours. | Tous les députés sont élus sans étiquette. Salim Ben Ali devient Premier ministre. |
| 17 décembre       | Belgique           | Législatives                   | Élections anticipées. L'échec du pacte d'Egmont a provoqué la démission du gouvernement de coalition de Leo Tindemans. | Parlement sans majorité. Le Parti populaire chrétien (CVP) conserve sa majorité relative avec environ un quart des sièges. Wilfried Martens (CVP) devient Premier ministre, formant un gouvernement de coalition quasi identique au précédent, qui inclut le CVP, le Centre démocrate humaniste (centriste), les socialistes et les centristes libéraux. |
| 17 décembre       | Rwanda             | Référendum                     | À la suite du coup d'État de 1973, les citoyens sont appelés à approuver une nouvelle constitution faisant du pays un État à parti unique, et obligeant tous les citoyens à être membres du parti. | La constitution est approuvée par 89,1 % des votants. Il s'ensuit une élection présidentielle à candidat unique. |
| 16 au 18 décembre | Yémen du Sud       | Législatives                   | Premières élections après l'indépendance du pays en 1967. Le Yémen du Sud est un État à parti unique. Seules les organisations de masse liées au parti peuvent présenter des candidats. Il y a cent-soixante-quinze candidats pour les cent-onze sièges : les citoyens sont invités à les départager.                                                                                                | Le Parti socialiste (marxiste-léniniste) remporte automatiquement tous les sièges. Ali Nasser Muhammad demeure Premier ministre. |
| 24 décembre       | Rwanda             | Présidentielle                 | Le Rwanda à cette date est un État à parti unique. Ce scrutin, la première élection présidentielle depuis 1969, fait suite au coup d'État de 1973, et au référendum organisé du 17 décembre. Il prend la forme d'un plébiscite : les citoyens sont appelés à voter pour ou contre le président en exercice, auteur du coup d'État et seul candidat autorisé.                                         | Juvénal Habyarimana (Mouvement révolutionnaire national pour le développement : extrême-droite, parti ethnique hutu, conservateur) est élu avec officiellement 99,0 % de suffrages favorables. |